# Ясс
Ясс (англ. Yass) — місто на південному-сході Австралії, в штаті Новий Південний Уельс. Знаходиться за 280 км на південний-захід від Сіднея і за 56 км від Канберри.
Місто засноване у 1837році. Назва міста походить з мови аборигенів, перекладається як «біжуча вода». Через територію міста протікає річка Ясс.
Населення міста 5333 осіб (2006).